# Irene Delroy
Josephine Lucille Sanders (21 juillet 1900 - 14 juin 1985), connue sous son nom de scène Irene Delroy , est une actrice américaine . Elle a également joué dans des films au début de cinéma sonore . Elle a ensuite pris sa retraite de l'industrie du divertissement après avoir épousé un magnat de l'immobilier.

## Biographie
Joséphine "Joey" Lucille Sanders est la fille de Royal Woodsen Sanders, professeur à Bloomington, et de Della Soverns.
Joey étudie le ballet à Chicago et obtient une place dans le Chicago Opera Ballet en 1919. 
En 1920, Irene fait ses débuts dans une revue Frivolities of 1920. En 1921, elle apparait au côté de Tom Patricola (en), danseur et acteur comique, au Keith-Albee-Orpheum (en) à Cincinnati, en janvier, au Palace en juin, au Cadillac Palace Theatre (en) à Chicago en septembre. Le duo se sépare en aout 1922. Elle se produit avec Ray Greene comme partenaire à Détroit.
Elle joue dans des revues, des pièces de théâtre et des comédies musicales off-broadway, notamment Greenwich Village Follies (en), Ziegfeld Follies, Hitchy-Koo (en), Here Howe !, et Follow Thru (en) jusqu'en 1930. Elle signe ensuite un contrat avec Warner Bros et fait quatre films, jusqu'en 1931. En 1935, elle joue Anything Goes avec Victor Moore et également dans des productions radiophoniques et à la télévision.   
Pendant la Seconde Guerre mondiale, elle est aide-infirmière bénévole au Memorial Hospital de New York.

## Théâtre
- Frivolities of 1920[3],[13].
- Greenwich Village Follies 1923 au Winter Garden Theater[14].
- Vogues 1924, musique d'Herbert Stothart, lyrics et livret de Fred Thompson et Clifford Grey, costumes de Charles Le Maire et Nat Lewis au Shubert Theatre[15],[16].
- Round the town (1924)[17].
- Greenwich Village Follies 1925, paroles et musique de Harold Levey et Owen Murphy, au 46th Street Theatre, à New York pour Noël[18], puis au Shubert Theatre de mars jusqu'en mai 1926[19].
- Ziegfeld Follies 1927[20].
- Here Howe ! (1928)[21],[22].
- Follow Thru (en) (1929)[23].

## Filmographie
- The Inside of the Cup (1921)
- Oh Sailor Behave (1930)[24],[25].
- The Life of the Party (1930)[26].
- Divorce Among Friends (1930)[27],[28].
- Men of the Sky (1931)[29].
- Sound Defects (1937, court-métrage)

## Vie privée
Elle épouse William L. Austin, Jr., un homme d'affaires. Ils se séparent en 1935, Irene déménage à Reno pour obtenir le divorce en 1937,.  Elle se remarie en novembre 1972 avec le Dr Girard F. Oberrender, oto-rhino-laryngologue au Lenox Hill Hospital,.